# 北陸ペプシコーラ販売
北陸ペプシコーラ販売（英訳名HOKURIKU PEPSI-COLA CO,LTD.）は北陸地方（富山県、石川県、福井県）を営業エリアとし、清涼飲料水の販売をおこなっていたサントリーグループの企業である。2010年4月1日に信越ペプシコーラ販売とともに東海ペプシコーラ販売に吸収され中部ペプシコーラ販売となり、2013年4月1日にサントリービバレッジサービスとして統合された。
本社は石川県石川郡野々市町（現:野々市市）にあった。

## 沿革
- 1966年 - 会社設立
- 1998年 - サントリーフーズ株式会社と業務提携
- 2004年 - 社名を北陸ペプシコーラボトリングから北陸ペプシコーラ販売株式会社に変更

## 主な取り扱い商品
- ペプシコーラ
- 伊右衛門
- サントリーウーロン茶
- BOSS
- なっちゃん
- C.C.レモン
- DAKARA

## 関連会社
- サントリー株式会社
- サントリーフーズ株式会社
- サントリーコーポレートビジネス株式会社
- サントリービバレッジサービス株式会社
- 沖縄ペプシビバレッジ株式会社
- 株式会社サンベンド
- 株式会社九州サンベンド